# Hans-Joachim Hecht
Hans-Joachim Hecht (Luckenwalde, 29 gennaio 1939) è uno scacchista tedesco.
Ha ottenuto il titolo di Maestro Internazionale nel 1969 e di Grande Maestro nel 1973.

## Principali risultati
Vinse il Campionato della Germania Ovest nel 1970 e 1973. Tra i successi di torneo: Bad Pyrmont 1970 (con Alexander Matanović e Mato Damjanović), Olot 1971, Malaga 1972, Montilla-Moriles 1972, Dortmund 1973 (con Boris Spassky e Ulf Andersson) e Dublino 1974. Nel torneo di Hoogovens Wijk aan Zee del 1974 ottenne il terzo posto dietro a Walter Browne e Jan Donner, davanti a Jan Timman e Andras Adorjan. Nel campionato del mondo a squadre del 1985 a Lucerna vinse l'oro individuale in 4ª scacchiera. 
Partecipò a molti campionati tedeschi a squadre con i club Solingen SG 1868 e Bayern Munich.
Negli ultimi anni settanta cominciò a dedicarsi agli scacchi per corrispondenza, ottenendo il titolo di Maestro internazionale per corrispondenza nel 1980. Fu per molti anni uno dei secondi del candidato al titolo mondiale Robert Hübner. Con la nazionale della Germania Ovest ha partecipato a 10 olimpiadi degli scacchi dal 1962 al 1986, ottenendo complessivamente il 58,6% dei punti. Ha ottenuto il suo massimo rating FIDE in gennaio 1974 con 2.515 punti Elo.